# Diplocentrus bicolor
Espèce
Diplocentrus bicolor est une espèce de scorpions de la famille des Diplocentridae.

## Distribution
Cette espèce est endémique du Mexique. Elle se rencontre au Jalisco à Huejuquilla el Alto et Mezquitic et au Zacatecas à Valparaiso.

## Description
Le mâle holotype mesure 75,3 mm et la femelle paratype 74,7 mm, les mâles mesurent de 58 à 75,3 mm et les femelles de 62,8 à 74,7 mm.

## Publication originale
- Contreras-Felix & Santibáñez-López, 2011 : Diplocentrus bicolor sp. n. (Scorpiones: Diplocentridae) from Jalisco, Mexico. Zootaxa, no 2992, p. 61-68.